# خنيزة
قرية خنيزة هي إحدى القرى التابعة لمركز كوم حمادة في محافظة البحيرة في جمهورية مصر العربية. حسب إحصاءات سنة 2006، بلغ إجمالي السكان في خنيزة 5557 نسمة، منهم 2846 رجل و2711 امرأة.

## التاريخ
قرية خنيزة من القرى القديمة، حيث وردت في قوانين ابن مماتي وفي تحفة الإرشاد من أعمال حوف رمسيس، وفي التحفة السنية لابن الجيعان في أعمال البحيرة.